# Le Début
Pour les articles homonymes, voir The Beginning.
Pour plus de détails, voir Fiche technique et Distribution.
Le Début (Начало, Nachalo) est un film soviétique réalisé par Gleb Panfilov en 1970.

## Synopsis
Une jeune et ordinaire provinciale reçoit une proposition inattendue de jouer au cinéma le rôle de Jeanne d'Arc.

## Fiche technique
- Titre français : Le Début
- Réalisation : Gleb Panfilov
- Scénario : Evgueni Gabrilovitch et Gleb Panfilov
- Décors : Marksen Gaoukhman-Sverdlov
- Photographie : Dmitri Dolinine[2]
- Son : Galina Gavrilova
- Montage : Maria Amosova
- Musique : Vadim Bibergan
- Production : Lenfilm
- Pays d'origine :  Union soviétique
- Langue : Russe
- Format : Noir et Blanc
- Date de sortie : 1970

## Distribution
- Inna Tchourikova : Praskovia Stroganova, dit Pacha
- Leonid Kouravliov : Arkadi, amoureux de Pacha
- Valentina Telitchkina : Valia, amie de Pacha
- Tatiana Stepanova : Katia, amie de Pacha
- Mikhaïl Kononov : Pavlik, voisin de Pacha
- Nina Skomorokhova : Zina, femme de Arkadi
- Tatiana Bedova (ru) : Toma, fiancée de Pavlik
- Youri Klepikov (ru) : Vassili Ignatiev, réalisateur
- Guennadi Beglov (ru) : second réalisateur
- Youri Vizbor : Stepan Ivanovitch, scénariste
- Viatcheslav Vassiliev (ru) : Stepan Vassilievitch, assistant réalisateur
- Evgueni Lebedev : Pierre Cauchon (voix : Efim Kopelian)
- Vsevolod Sobolev (ru) : Massier
- Lioudmila Arinina (ru) : assistante du casting

## Distinctions
- Sélection à la Mostra de Venise 1971[3]
- Inna Tchourikova est récompensée comme meilleure actrice russe[Où ?] pour ce film qui obtient aussi le Prix Leninsky Komsomol.